# Fain-lès-Montbard
Fain-lès-Montbard är en kommun i departementet Côte-d'Or i regionen Bourgogne-Franche-Comté i östra Frankrike. Kommunen ligger i kantonen Montbard som tillhör arrondissementet Montbard. År 2022 hade Fain-lès-Montbard 273 invånare.

## Befolkningsutveckling
Antalet invånare i kommunen Fain-lès-Montbard
Referens:INSEE